# Franky Sahilatua
Franky Sahilatua Hubert (n. Surabaya, 16 de agosto de 1952 - 20 de abril de 2011), fue un cantante de baladas indonesio. Su nombre es conocido por el público desde la segunda mitad de la década de los años 1970, además formó parte de un dueto integrado por su hermana, Jane Sahilatua, con el nombre de Franky & Jane. Este dúo ha producido álbumes durante quince años, todos bajo el sello discográfico de Jackson .
Después de este dúo puso fin y se separó de su hermana porque Jane se casó y quería concentrarse en la familia. Franky inicio después su carrera en solitario.

## Discografía

### Álbumes
- Balada Wagiman Tua (1982)
- Gadis Kebaya (1984)
- Anak Emas
- Lelaki dan Telaga
- Kemarin
- Terminal (1993) bersama Iwan Fals
- Orang Pinggiran (1997) bersama Iwan Fals
- Menangis (1999) bersama Iwan Fals
- Perahu Retak (1995) bersama Emha Ainun Najib

### Franky & Jane
- Senja Indah di Pantai (1975)
- Kembalilah (1975)
- Balada Ali Topan (1976)
- Musim Bunga (1978)
- Kepada Angin dan Burung-burung (1978)
- Dan Ketuk Semua Pintu (1979)
- Panen Telah Datang (1980)
- Siti Julaika (1982)
- Di Ladang Bunga (1983)
- Rumah Kecil, Pinggir Sungai (1984)
- Biarkan Hujan (1985)
- Langit Hitam (1990)
- Potret (1991)
- Lelaki dan Rembulan (1992).

### Franky, Jane, & Johnny
- Menyambut Musim Petik (1986)

### Álbum Lain
- Kita Semua Sama (1989) - bersama Jane Sahilatua, Nur Afni Octavia, Vonny Sumlang, Utha Likumahuwa, Gito Rollies, Farid Harja, La Storia
- 1989 - Album Rumpies berjudul "Nurlela", lagu "Malu" karya Denda Sukma.